# Pecorino crotonese
Il pecorino crotonese è un formaggio tipico dell'intera provincia di Crotone ottenuto con latte di pecora.
Ha ottenuto il riconoscimento della denominazione di origine protetta (D.O.P.) ai sensi del regolamento CEE N°. 2081/92 del Consiglio.

## Zona di produzione
Il pecorino crotonese è prodotto dai comuni della provincia di Crotone, dodici Comuni della provincia di Catanzaro: Àndali, Belcastro, Botricello, Cerva, Cropani, Marcedusa, Petronà, Sellia, Sersale, Simeri Crichi, Soveria Simeri e Zagarise; da tredici Comuni della provincia di Cosenza: Bocchigliero, Calopezzati, Caloveto, Campana, Cariati, Cropalati, Crosia, Mandatoriccio, Paludi, Pietrapaola, San Giovanni in Fiore, Scala Coeli, Terravecchia.
Viene prodotto con latte di pecora intero, proveniente da pecore allevate esclusivamente nella zona di produzione.
La sua stagionatura dura fino a due anni. Può essere consumato come antipasto o altri prodotti tipici della cucina calabrese. Viene consumato anche come ingrediente da cucina e può essere grattugiato per accompagnare i primi piatti.